# 盧赫 (拉希夫區)

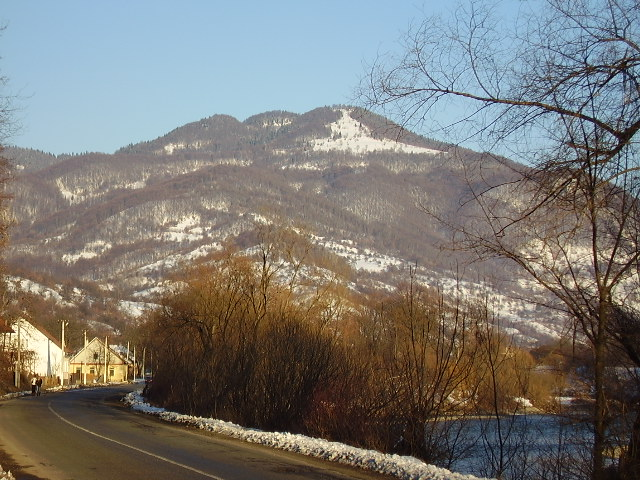

盧赫（烏克蘭語：Луг）是位於烏克蘭西部外喀爾巴阡州的拉希夫區的村莊，面積3.75平方公里，海拔高度347米，2001年人口1,985，人口密度每平方公里530人。
47°57′39″N 24°3′16″E / 47.96083°N 24.05444°E